# Mateusz Piotrowski
Mateusz Piotrowski (ur. 24 czerwca 1991 w Pruszczu Gdańskim) – polski siatkarz, grający na pozycji atakującego. 
Jego o 5 lat młodsza siostra Julia, również jest siatkarką.

## Sukcesy klubowe
Młoda Liga:
- 2013

I liga:
- 2015